# Bosanska Krupa
Bosanska Krupa es una municipalidad y localidad de Bosnia y Herzegovina. Se encuentra en el cantón de Una-Sana, dentro del territorio de la Federación de Bosnia y Herzegovina. La capital de la municipalidad de Bosanska Krupa es la localidad homónima.

## Localidades
La municipalidad de Bosanska Krupa se encuentra subdividida en las siguientes localidades:
- Arapuša
- Banjani
- Baštra
- Benakovac
- Donja Suvaja (Bosanska Krupa)
- Drenova Glavica
- Glavica (Bosanska Krupa)
- Gorinja
- Gornja Suvaja (Bosanska Krupa)
- Gornji Bušević
- Gornji Petrovići
- Gudavac
- Hašani
- Ivanjska
- Jasenica (Bosanska Krupa)
- Jezerski
- Ljusina
- Mahmić Selo
- Mali Badić
- Mali Radić
- Ostrožnica
- Perna (Bosanska Krupa)
- Pištaline
- Potkalinje
- Pučenik
- Srednji Bušević
- Srednji Dubovik
- Velika Jasenica
- Veliki Badić
- Veliki Dubovik
- Veliki Radić
- Vojevac
- Voloder (Bosanska Krupa)
- Vranjska
- Zalin

## Demografía
En el año 2009 la población de la municipalidad de Bosanska Krupa era de 28 137 habitantes. La superficie del municipio es de 561kilómetros cuadrados, con lo que la densidad de población era de 50 habitantes por kilómetro cuadrado.